# Флегель, Роберт
Эдуард Роберт Флегель (1 (13) октября 1852, Вильно — 11 сентября 1886, Брасс, современная Нигерия) — германский путешественник и исследователь Африки родом из Российской империи.
Родился в Вильно в семье балтийских немцев. С 1869 года работал продавцом в книжном магазине в Риге. Затем эмигрировал в Германию, в 1872 году окончил торговое училище в Мюнхене и в том же году устроился на работу в гамбургскую фирму, занимавшуюся оптовыми поставками табака. С 1875 года работал в торговой фактории гамбургского торгового дома Gaisser und Witt в Лагосе (ныне Нигерия), на гвинейском побережье прожил три года. В 1879 году отправился в экспедицию в Камерун, в июле того же года на британском пароходе Henry Venn поднялся по реке Бенуэ на 200 км выше, чем кто-либо из европейцев прежде. Немецкое африканское Общество уполномочило его исследовать весь район Бенуэ, и в 1880 году он отправился в Нигер, в Гомбу, где получил разрешения от халифов Нупе и Сокото для экспедиции в Адамаву. В апреле 1881 года он вернулся в Раву, откуда в ноябре отправился в Лаку, к 31 июля 1882 года достигнув Йолы, главного города Адамавы.
18 августа 1882 года Флегель открыл истоки Бенуэ в Нгаундре, в марте 1883 года вернувшись в Лагос. В 1883—1884 годах возглавлял очередную экспедицию на Бенуэ, однако её пришлось приостановить из-за начала колониальной войны. В середине 1884 года вернулся в Европу, где стал агитировать в пользу устройства германских торговых поселений в области рек Нигера и Бенуэ; в торговых кругах он первоначально не встретил понимания, но получил поддержку от Африканского общества и Германского колониального клуба; от Рейхсфонда получил грант на очередную экспедицию, а от кайзера Вильгельма получил приказ доставить подарки халифу Сокото. В апреле 1885 года он вернулся в Африку, чтобы обеспечить открытие земель по Нигеру и Бенуэ для германской торговли, но обнаружил, что в этом районе уже действовали фактории британской English Niger Company, что ставило крест на его планах. Из-за низкого уровня воды дальнейшее путешествие по Бенуэ также было невозможно. Флегель возвратился в Йолу, получив в июле 1886 года отзыв в Европу, и вскоре скончался на нигерийском побережье.
Главные работы: «Lose Blätter aus dem Tagebuche meiner Haussafreunde» (Гамбург, 1885); «Vom Niger-Benue; Briefe aus Afrika» (Лецпциг, 1890).